# Dryptosauridae
Famille
Genres de rang inférieur
- † Dryptosaurus

Les Dryptosauridae (dryptosauridés en français) forment une famille éteinte de Tyrannosauroidea. La validité de cette famille est discutée. Les dryptosauridés ne contiennent qu'un seul membre, Dryptosaurus. La famille a été créée en 1890 par Othniel Charles Marsh pour accueillir ce genre découvert au sommet du Crétacé supérieur aux États-Unis.
Les membres de cette famille possèdent des bras plus longs que les tyrannosauridés et trois doigts par patte avant, alors que les Tyrannosauridae n'en possèdent que deux. 

## Validité
La découverte en 2005 d'un fossile presque complet d'un nouveau genre, Appalachiosaurus, proche parent de Dryptosaurus, ainsi que les études phylogénétiques conduites dans années 2010 ont clairement démontré qu'il s'agissait d'un genre basal de la super-famille des Tyrannosauroidea,,.